# Journal of Formalized Reasoning
Journal of Formalized Reasoning (JFR) è una rivista peer-reviewed che pubblica articoli riguardanti la formalizzazione in ogni area della matematica, e toccano ambiti come la matematica costruttiva, gli algoritmi.
JFR è nato nel 2008, ed è mantenuto da AlmaDL, biblioteca digitale dell'Università di Bologna. 

## Comitato editoriale
| - Andrea Asperti, Università di Bologna (direttore scientifico) - Jeremy Avigad, Carnegie Mellon University - Michael Beeson, San Jose State University - Thierry Coquand, Università di tecnologia Chalmers - Herman Geuvers, Radboud University - Georges Gonthier, Microsoft Research Cambridge - John Harrison, Intel Corporation - Xavier Leroy, INRIA Paris - Cesar Munoz, NASA LaRC | - Christine Paulin-Morhing, LRI - Peter Sewell, Università di Cambridge - Natarajan Shankar, SRI International - Carlos Simpson, Università di Nizza - Andrzej Trybulec, Università di Białystok - Freek Wiedijk, Radboud University |